# Albert de Broglie
Jacques Victor Albert duce de Broglie (n. 13 iunie 1821 – d. 19 ianuarie 1901) a fost prim-ministrul Franței în perioada 25 mai 1873 – 22 mai 1874. 